# Carlo Chiarlo
Carlo Chiarlo, italijanski rimskokatoliški duhovnik, škof in kardinal, * 4. november 1881, Pontremoli, † 21. januar 1964, Lucca.

## Življenjepis
28. maja 1904 je prejel duhovniško posvečenje.
12. oktobra 1928 je bil imenovan za naslovnega nadškofa Amide in 12. novembra je prejel škofovsko posvečenje. Naslednji dan je postal apostolski nuncij v Boliviji.
7. januarja 1932 je postal apostolski nuncij v Kostariki in v Nikaragvi; 19. septembra 1933 pa v Panami.
3. decembra 1934 je bil premeščen v Rimsko kurijo, kjer je postal državni uradnik. To delo je opravljal do 19. marca 1946, ko je bil imenovan za apostolskega nuncija v Braziliji.
24. septembra 1954 se je vrnil v Rimsko kurijo, ponovno kot državni uradnik.
15. decembra 1958 se je upokojil s tega položaja, saj je bil na isti dan povzdignjen v kardinala in imenovan za kardinal-duhovnika S. Maria in Portico.